# Jacquelyn Hyde
Pour les articles homonymes, voir Hyde.
Jacquelyn Hyde est une actrice américaine née le 19 mars 1931 à New York et décédée le 23 février 1992 à Woodland Hills, Los Angeles, à l'âge de 60 ans.

## Filmographie partielle

### Cinéma
- 1969 : On achève bien les chevaux
- 1969 : Prends l'oseille et tire-toi - Miss Blair
- 1979 : The Dark
- 1980 : La Puce et le Grincheux
- 1982 : Superstition

### Télévision
- 1976 : Electra Woman & Dyna Girl (série télévisée) : Lucrecia
- 1979 : Hanging by a Thread (téléfilm) de Georg Fenady : Madame Durant

## Distinctions

### Nominations
- Saturn Award :
  - Nommée au Saturn Award de la meilleure actrice dans un second rôle 1980 (The Dark)